# Кістельниця
Кісте́льниця — село в Україні, у Великоплосківській сільській громаді Роздільнянського району Одеської області. Населення становить 86 осіб.
До 17 липня 2020 року було підпорядковане Великомихайлівському району, який був ліквідований.

## Населення
Згідно з переписом 1989 року населення села становило 68 осіб, з яких 26 чоловіків та 42 жінки.
За переписом населення 2001 року в селі мешкало 86 осіб.

### Мова
Розподіл населення за рідною мовою за даними перепису 2001 року:
| Мова       | Відсоток |
| ---------- | -------- |
| українська | 59,3 %   |
| російська  | 32,56 %  |
| молдовська | 8,14 %   |